# Tatort: Requiem
Requiem ist eine Folge der Krimireihe Tatort, die am 25. September 2005 erstmals ausgestrahlt wurde. Es ist der 14. Fall von Inga Lürsen. In dieser Folge bekommt sie es mit einem Serienmörder im Polizeidienst zu tun, der sie und ihre Tochter in seine Gewalt und somit in Lebensgefahr bringt. Er fingiert sogar ihren Tod.

## Handlung
Ein Mann wird zu Beginn verfolgt. Er fragt verzweifelt, was der Verfolger von ihm will. Wenn es um die Übernahme gehe, dann könne man doch in Ruhe über alles reden. Dann fragt er den Verfolger, den er nicht erkennt, ob er Ludwig ist, dann wird er erschossen.
Am Fundort der Leiche finden sich Lürsen und Stedefreund ein, der Tote ist Gerd Walberg, ein bekannter Geschäftsmann. Das Haus seines Bruders Ludwig Walberg wird durchsucht, in seinem Auto wird das Blut von Gerd Walberg gefunden. Ludwig Walberg wird verhaftet, er bestreitet die Tat und sagt, dass er seinen Bruder geliebt hat. Beide waren gleichberechtigte Geschäftsführer des Space Parks in Bremen und hatten Differenzen um die Geschäftsführung. Lürsen ist die Lösung des Falles zu einfach und sie fragt den Gerichtsmediziner Martin Lohmann, ob es möglich sei, dass die Spuren absichtlich gelegt worden seien. Doch dieser glaubt das nicht. Ein Radarfoto identifiziert Ludwig Walberg als Fahrer des Wagens, in dem das Blut gefunden wurde, am Tatabend. Er bezeichnet das Foto als Fälschung, nur Lürsen glaubt ihm. Er erzählt ihr, dass er den Space Park habe erhalten wollen, dass viele Spekulanten aber den Untergang des Space Parks gewollt hätten und ihm Gerd Walbergs Geschäftsphilosophie missfallen habe. Kurz darauf erleidet er einen Herzinfarkt. Als Lürsen in ihr Auto steigt, explodiert eine dort platzierte Bombe.
Wenige Tage darauf findet Lürsens Beerdigung statt. Lürsens Tochter Helen Reinders sagt Stedefreund, sie sei sicher, dass ihre Mutter noch am Leben sei. Tatsächlich wacht Lürsen gefesselt in einem weißen Raum auf, neben ihr liegt der Gerichtsmediziner Martin Lohmann, der ihr erzählt, dass er Ludwig Walbergs Tod durch Kontaktgift herbeigeführt hat. Er gibt zu, auch Gerd Walberg getötet zu haben, und erzählt ihr, dass er ihr immer nahe sein wollte.
Stedefreund erfährt vom Polizeitechniker Charly, dass der Sprengstoff von der Polizei sichergestellt worden sei, aber vor der Vernichtung plötzlich verschwunden sei. Da niemand von außerhalb Zugriff auf den Sprengstoff gehabt habe, könne der Täter nur aus Polizeikreisen stammen.  Stedefreunds Vorgesetzte konfrontieren ihn mit angeblichen „Beweisen“, dass er Walberg-Aktien in einem geheimen Auslandsdepot besitze und zudem finanzielle Probleme habe. Sie werfen ihm vor, Lürsen selbst getötet zu haben, und suspendieren ihn vom Dienst.
Martin Lohmann gibt unterdessen Lürsen gegenüber zu, dass er auch das Radarfoto gefälscht habe, um Ludwig Walberg zu belasten. Er erzählt ihr auch, dass er vor Jahrzehnten die Freundin eines Kommilitonen, von dem er sich ignoriert fühlte, getötet habe, um die Spur auf diesen zu lenken. Der Kommilitone habe sich dann im Gefängnis erhängt. Insgesamt habe er über zwanzig Menschen ermordet. Als Martin Lohmann droht, auch ihre Tochter zu entführen, schlägt Lürsen ihn nieder. Doch ihr Fluchtversuch misslingt, da sie nicht aus dem Versteck entkommen kann. Allerdings kann sie ihre Tochter anrufen, wird aber nach wenigen Sekunden von Martin Lohmann niedergeschlagen. Doch Helen Reinders weiß jetzt, dass ihre Mutter noch lebt, und berichtet Stedefreund von dem Anruf. Auf ihrem Weg nach Hause spricht Martin Lohmann sie an und verschafft sich Einlass in ihre Wohnung unter dem Vorwand, neue Erkenntnisse darüber zu haben, dass ihre Mutter doch nicht im Auto gesessen habe. Er bringt sie dazu, dass sie niederschreibt, sie sei von der Situation überfordert, niemand solle nach ihr suchen. Dann betäubt er sie mit einem Elektroschocker und hinterlässt den fingierten Abschiedsbrief.
Helen Reinders wacht mit einem gebrochenen Arm im Space Park neben ihrer Mutter auf, der inzwischen klar ist, dass es Martin Lohmann hauptsächlich um die Befriedigung durch die Macht geht, die er über Menschen ausübt. Die Profite aus den Walberg-Spekulationen sind für ihn nur Nebensache. Außerdem solle Lürsen seine alten Fälle überprüfen, um so zu überprüfen, ob er Fehler gemacht habe. Jeder solle so von seiner Genialität erfahren. Lürsen versucht mithilfe ihrer Tochter, in einen Lüftungsschacht zu klettern, doch bricht sie durch und landet in Martin Lohmanns Archivraum. Sie kann ihre Tochter aus dem anderen Raum befreien und beide versuchen zu fliehen, erkennen aber rechtzeitig eine Sprengfalle an der Tür.
Silke, Helen Reinders’ Mitbewohnerin, sucht Stedefreund auf und zeigt ihm den „Abschiedsbrief“. Er erkennt, dass dieser nicht echt sein kann, es fehle ja auch die Unterschrift. Auch hat er inzwischen herausgefunden, dass der nächtliche Anruf von Martin Lohmanns Handy kam. Er sucht ihn auf, dieser behauptet allerdings, dass er Helen Reinders die DNA-Ergebnisse habe mitteilen wollen. Unterdessen erfährt Silke von einer Nachbarin, dass Helen letzte Nacht einen älteren Mann in ihre Wohnung gelassen hat. Auf einem Foto erkennt sie Martin Lohmann als diesen Mann.
Lohmann kommt wieder zum Versteck zurück. Lürsen versucht, den Feueralarm auszulösen, doch der Versuch misslingt, weil Lohmann den Alarm ausgeschaltet hat. Sie unterhält sich über Sprechfunk weiter mit ihm und sucht währenddessen einen Weg nach draußen. Sie findet dabei Sprengstoff, der den ganzen Space Park in die Luft sprengen könnte.
Stedefreund sieht sich in Martin Lohmanns Labor um und findet die Vorlage für Formulierungen von Helen Reinders‘ Abschiedsbrief. Charly erzählt ihm, dass Lohmann sich sehr für Forensik und Sprengstoff interessiere. Sie finden zudem ein Stück Glas, das aus dem Space Park stammen könnte. Der Provider informiert zudem Stedefreund darüber, dass der nächtliche Anruf aus dem Space Park kam.
Martin Lohmann informiert derweil Lürsen darüber, dass Sprengfallen auf ihre Kollegen warten. Lürsen flieht vor Lohmann, dieser kann sich aufrappeln und verfolgt sie und ihre Tochter. Stedefreund und Helens Mitbewohnerin treffen im Space Park ein und lassen sich von einem Security-Mann Zutritt verschaffen. Lürsen verbrennt Lohmanns geliebte Akten, um ihn abzulenken, und entschärft rechtzeitig seine Sprengsätze, sodass Stedefreund ungefährdet durch die Tür kommen kann. Martin Lohmann will Lürsen erschießen, doch sie kann ihm Säure ins Gesicht kippen.
Helen Reinders wacht im Krankenhaus auf, ihre Mutter ist bei ihr. Lürsen erzählt ihrer Tochter, dass Martin Lohmann im Krankentrakt des Untersuchungsgefängnisses ist. Da er seine Akten gelöscht habe, werde er wegen der gesamten Palette seiner Taten angeklagt. Lürsen und ihre Tochter söhnen sich am Krankenbett aus.

## Einschaltquoten
Den Tatort Requiem sahen bei der Erstausstrahlung in Deutschland 8,34 Millionen Zuschauer ab drei Jahren, was einem Marktanteil von 23,7 % entsprach.